# Ryuji Fukuda
Ryuji Fukuda (1928) è un ingegnere giapponese.

## Biografia
Nato nel 1928, Ryuji Fukuda si è laureato in Ingegneria presso l'Università di Kyoto nel 1954. Fukuda ha iniziato la sua carriera professionale nel 1954 presso la divisione <<Ricerca e Sviluppo>> della Sumitomo Electric Industries, uno dei più importanti gruppi industriali del Giappone. Nel 1978 ha ricevuto il premio Deming per i suoi contributi scientifici in tema di miglioramento della produttività e della qualità.
Nel 1981 è entrato a far parte del comitato di direzione della Meidensha Electric Manufacturing Company con il ruolo di responsabile degli impianti di produzione e della qualità.

## Premi e riconoscimenti
- 1978 Riceve il premio Deming per i suoi contributi scientifici in tema di miglioramento della produttività e della qualità.

## Libri
- Managerial Engineering - Techniques for improving Quality and Productivity in the Workplace (1983)
- CEDAC - A tool for continuos systematic improvement (1989)
- Productivité: mode d'emploi (1990)
- Managerial Engineering - La gestione della qualità e della produttività (1992)
- Total Manufacturing Management: La estrategia industrial en los años 90 (1992)
- Building organizational fitness: management methodology for transformation and strategic advantage (1997)